# Phalacrocorax magellanicus
Phalacrocorax magellanicus е вид птица от семейство Phalacrocoracidae.

## Разпространение
Видът е разпространен в Аржентина, Уругвай, Фолкландски острови и Чили.